# John R. Thayer

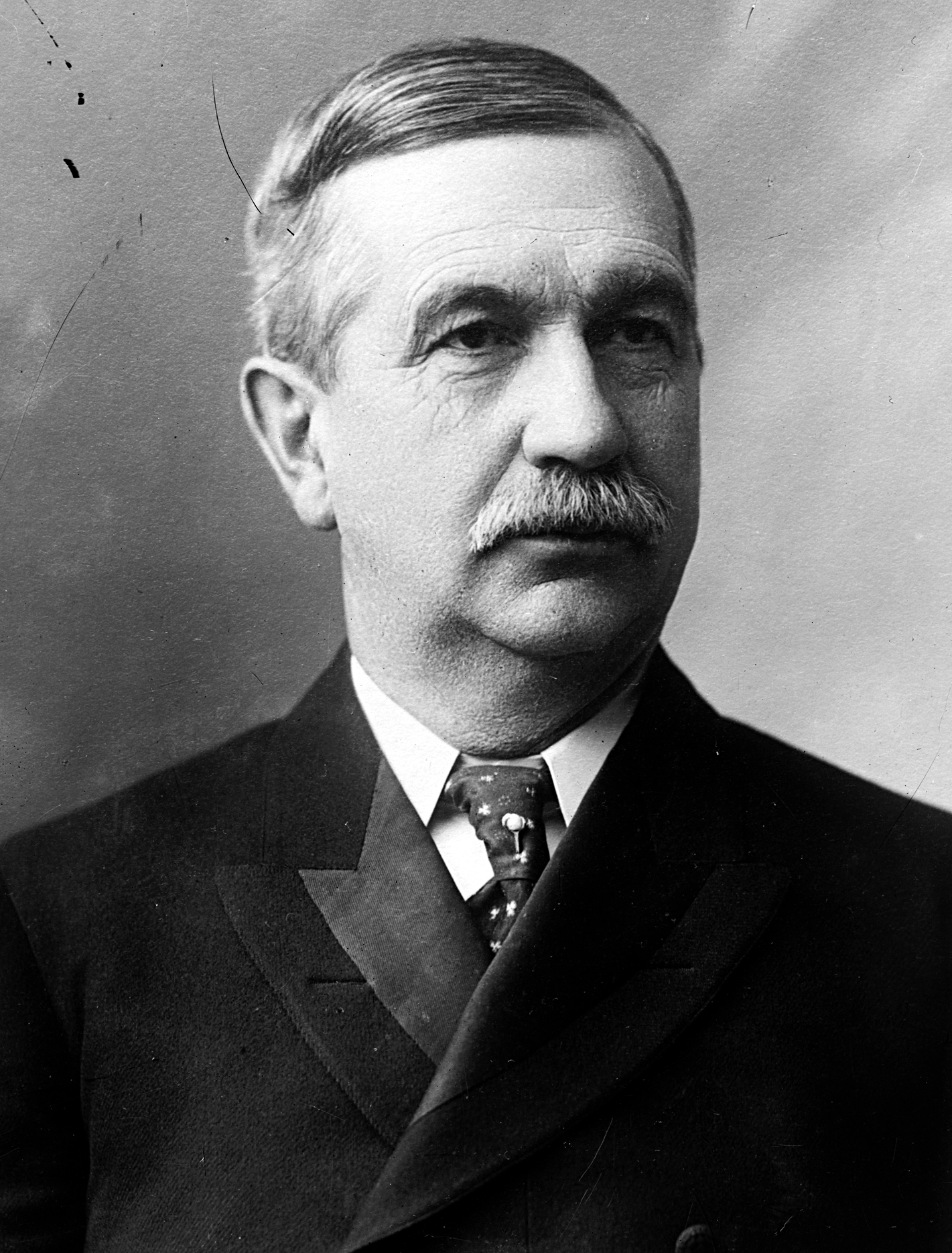
John R. Thayer

John Randolph Thayer (* 9. März 1845 in Douglas, Worcester County, Massachusetts; † 19. Dezember 1916 in Worcester, Massachusetts) war ein US-amerikanischer Politiker. Zwischen 1899 und 1905 vertrat er den Bundesstaat Massachusetts im US-Repräsentantenhaus.

## Werdegang
John Thayer besuchte die öffentlichen Schulen seiner Heimat und die Nichols Academy in Dudley. Danach studierte er bis 1869 am Yale College. Nach einem anschließenden Jurastudium und seiner 1871 erfolgten Zulassung als Rechtsanwalt begann er in Worcester in diesem Beruf zu arbeiten. Gleichzeitig schlug er als Mitglied der Demokratischen Partei eine politische Laufbahn ein. Zwischen 1874 und 1876 sowie nochmals von 1878 bis 1880 saß er im Gemeinderat seines Heimatortes. 15 Jahre lang war er Kurator der Nichols Academy. In den Jahren 1880 und 1881 war er Abgeordneter im Repräsentantenhaus von Massachusetts. 1886 bewarb sich Thayer erfolglos um das Amt des Bürgermeisters von Worcester. Von 1890 bis 1891 gehörte er dem Senat von Massachusetts an. Im Jahr 1892 kandidierte er noch erfolglos für den Kongress.
Bei den Kongresswahlen des Jahres 1898 wurde Thayer dann aber im dritten Wahlbezirk von Massachusetts in das US-Repräsentantenhaus in Washington, D.C. gewählt, wo er am 4. März 1899 die Nachfolge von Joseph H. Walker antrat. Nach zwei Wiederwahlen konnte er bis zum 3. März 1905 drei Legislaturperioden im Kongress absolvieren. Im Jahr 1904 verzichtete er auf eine erneute Kongresskandidatur. Nach dem Ende seiner Zeit im US-Repräsentantenhaus praktizierte John Thayer wieder als Anwalt. Er starb am 19. Dezember 1916 in Worcester.